# Eska Kayser
Pour les articles homonymes, voir Kayser.
Eska Kayser, née à Nancy en 1936, est une peintre française.

## Biographie
En 1951 Eska Kayser suit, après ses heures d'études au lycée, les cours du soir de l'école des beaux-arts, où ses professeurs sont Ageorges, Jean-Pierre Couture (père de CharlÉlie Couture) et Cuvelier. Elle fréquente ensuite l'École des Beaux-Arts de Paris mais aussi le Louvre, les cours d'André Chastel à la Sorbonne et les galeries de Saint-Germain-des-Prés (Chagall, Picasso, Fautrier, Bissière).
En 1960, elle réalise à Paris sa première exposition personnelle à la galerie des Beaux-Arts, reçoit en 1961 le prix Lefranc et le prix Rocheron, en 1963 le Grand Prix de Rome. Elle est lauréate en 1964 du prix Othon Friesz, en 1965 du prix du Dôme et du prix de Barbizon. En 1963, elle participe au Salon « Jeune peinture » et au Japon au « Salon Asahi ». À partir de 1965, Eska Kayser donne des cours de peinture dans un lycée puis des cours privés pour adultes à l'Académie Poussin. À Versailles, elle réalise en 1977 une mosaïque monumentale pour un collège et en 1979 une fresque dans le bâtiment de la Banque de France. En 1988, elle coécrit avec Jacqueline Marquet Un tableau, un enfant, une histoire, publié aux éditions Fleurus.
Présentant de 1970 à 2000 une vingtaine d'expositions personnelles à Paris, en province et à l'étranger, Eska Kayser participe simultanément aux grandes foires internationales d'art, Lineart à Gand (1988 et 1989), Saga à Paris de (1991 et 1992) et aux salons « Grand et jeunes d'aujourd'hui » (1995 et 1996), « Mac 2000 » (1997 et 2000), « Salon des 109 » (1999). En 1994, elle reçoit le prix Hermès et le Grand Prix de la ville de Thionville.
En 1994, une première monographie est consacrée à Eska Kayser dont une rétrospective est organisée à la Maison de la Culture de Bagneux en 1999.

## L'œuvre

### Thèmes
« Le thème de l'œuf qui implique celui de la maternité, celui, triangulaire, du masque, du double et du visage reviennent souvent dans cette œuvre proche du surréalisme, pleine de tensions, d'allusions énigmatiques et de cris retenus », écrivait Marc Hérissé.
En marge de tout réalisme, la peinture d'Eska Kayser se développe en effet dans le climat d'une « inquiétante étrangeté » qui l'apparente à « certaines visions du surréaliste Ernst et aussi du fantastique Bosch ». À propos des personnages et figures de ses œuvres on a également évoqué les paroles d'Empédocle : de la Terre « poussaient de nombreuses têtes, mais sans cou, et erraient des bras nus et dépourvus d'épaules, et des yeux flottaient non amarrés au front ».

### Techniques
Eska Kayser a toutes les audaces et aime le corps à corps avec la matière : huile, acrylique, encre de Chine, techniques mixtes, collages, clous, colles, ciment, sur toile de lin (de préférence), lisse ou froissée, sur papier, lisse ou froissé, sur radiographie.

## Principales expositions
- 1960-1961 : galerie des Beaux-Arts, Paris.
- 1961-1963 : Club des Arts, Nancy.
- 1966 : galerie Bouff, Paris.
- 1968 : galerie de l'Oratoire, Paris.
- 1970 : galerie Les Trophées, Rouen.
- 1970-1972-1974 : galerie Thot, Avignon.
- 1974 : galerie du Verseau, Paris.
- 1977 : galerie Claude Renaud, Paris.
- 1986-1991-1992-1995-2001 : galerie Sculptures, Paris.
- 1988 : Maison de la Culture, Appenzell, Suisse.
- 1990-1995 : galerie Étienne de Causans, Paris.
- 1991 : galerie de Lacoste, Vaucluse; espace Baragnon, Toulouse.
- 1995 : 7e biennale 109, Espace Eiffel-Branly, Paris.
- 1996 : galerie Yves Fay, Paris; galerie Pierre Michel D., Paris.
- 1997 : Orangerie du Luxembourg, Paris; Hôpital Brousse, Villejuif.
- 1998 : Espace Sainte-Croix, Loudun.
- 1999 : galerie Art présent, Paris, Théâtre Victor-Hugo, Bagneux.
- 2000 : galerie Selmersheim, Paris.
- 2004 : galerie Mona Lisa, Paris.
- 2006 : présentation de Eska Kayser, textes de Françoise Monnin, galerie Alain Margaron, Paris.
- 2011 : galerie Dufay-Bonnet, Paris.
- 2018 : galerie Lee, Paris
- 2019 : galerie Lee, Paris
- 2021, galerie Lee, Paris, les Opalines (peintures sur radiographies médicales)

## Illustration
- Claude Debru, Philosophie de l'inconnu : le vivant et la recherche, illustrations d'Eska Kayser, Paris, Presses universitaires de France, 1998.
- Philomène Irawaddy, chanteuse de jazz, Cinderella's notice, illustration du disque et du cahier,  Label Ouest/L’Autre Distribution, 2016

## Galerie

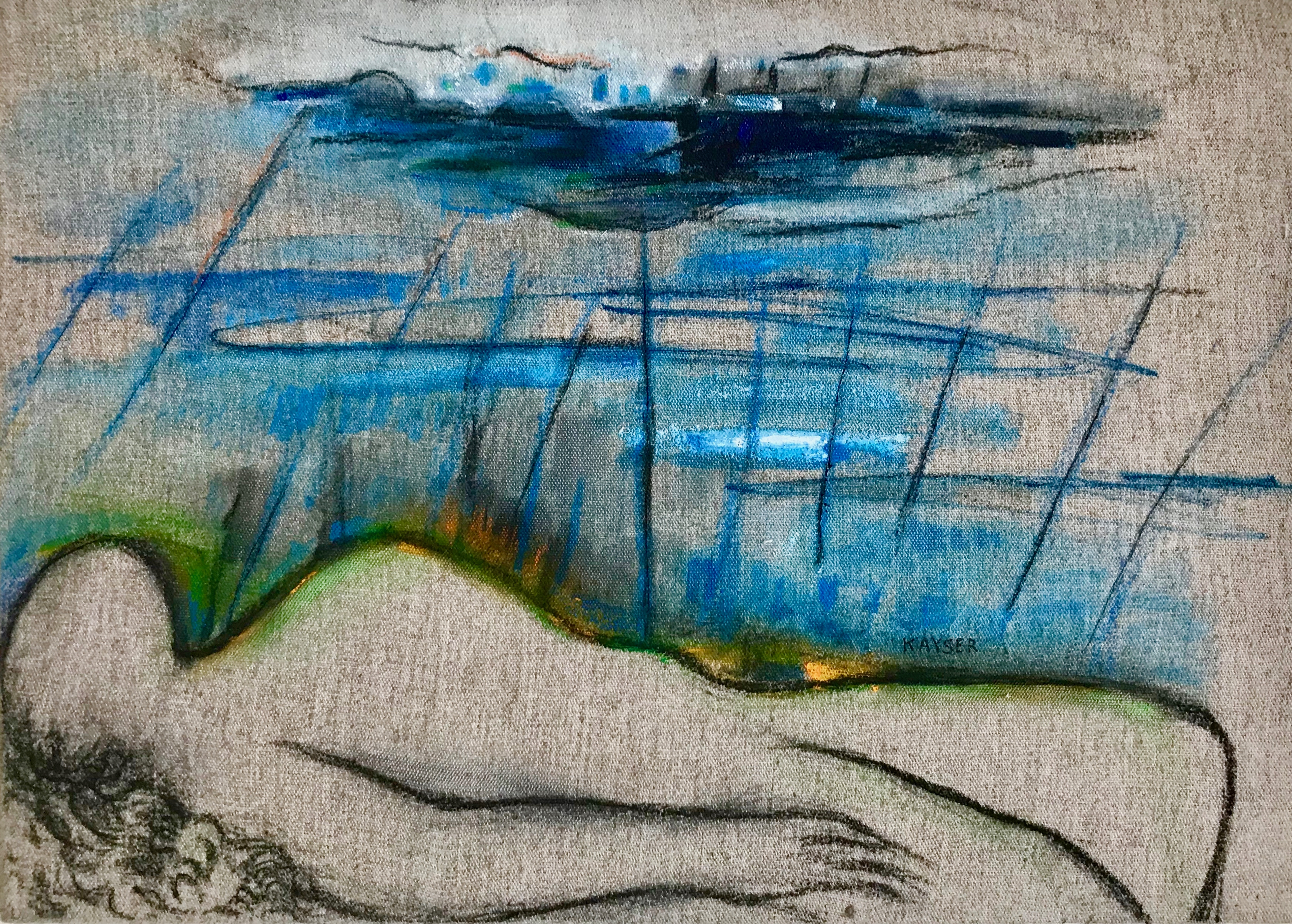
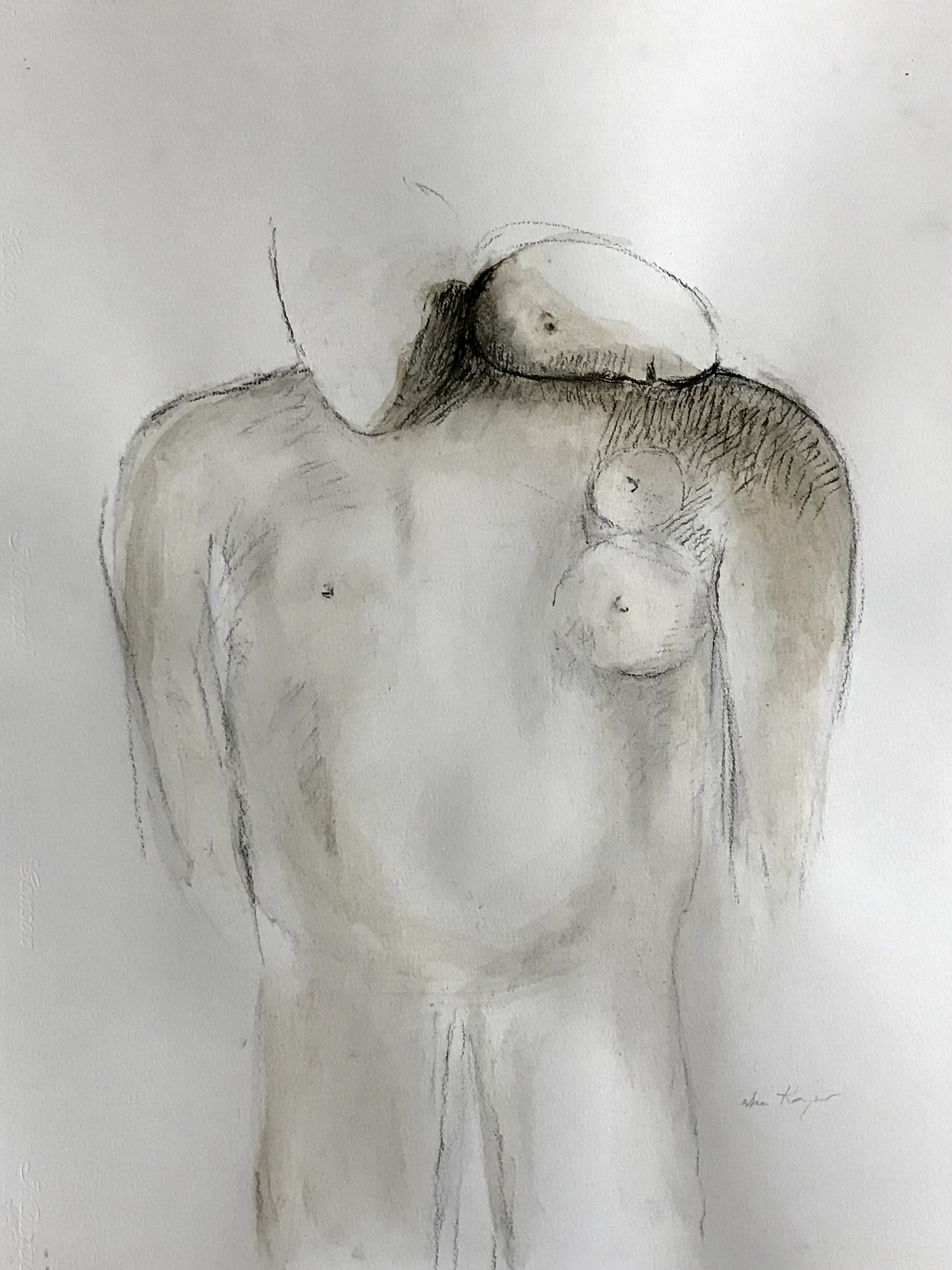
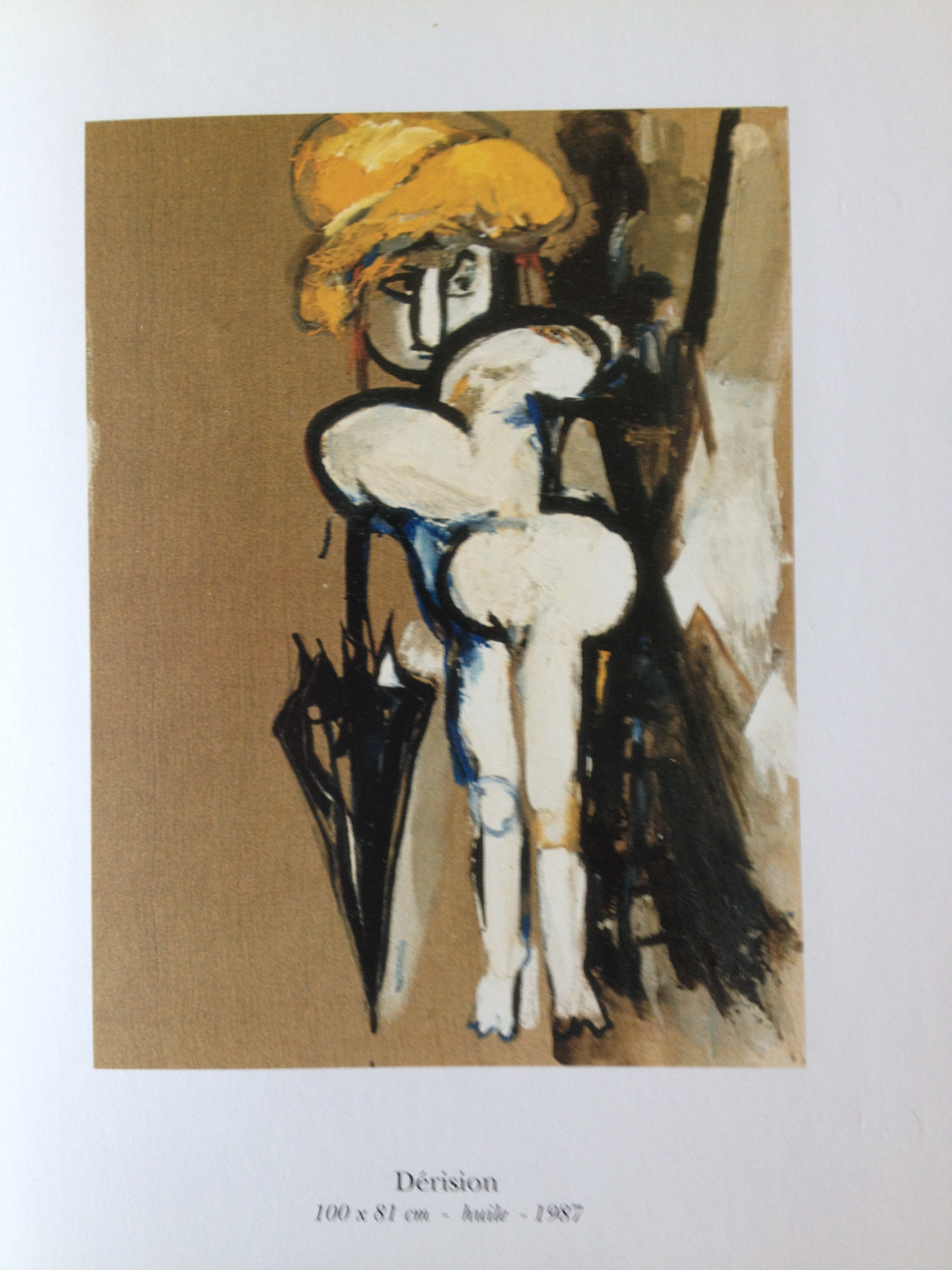
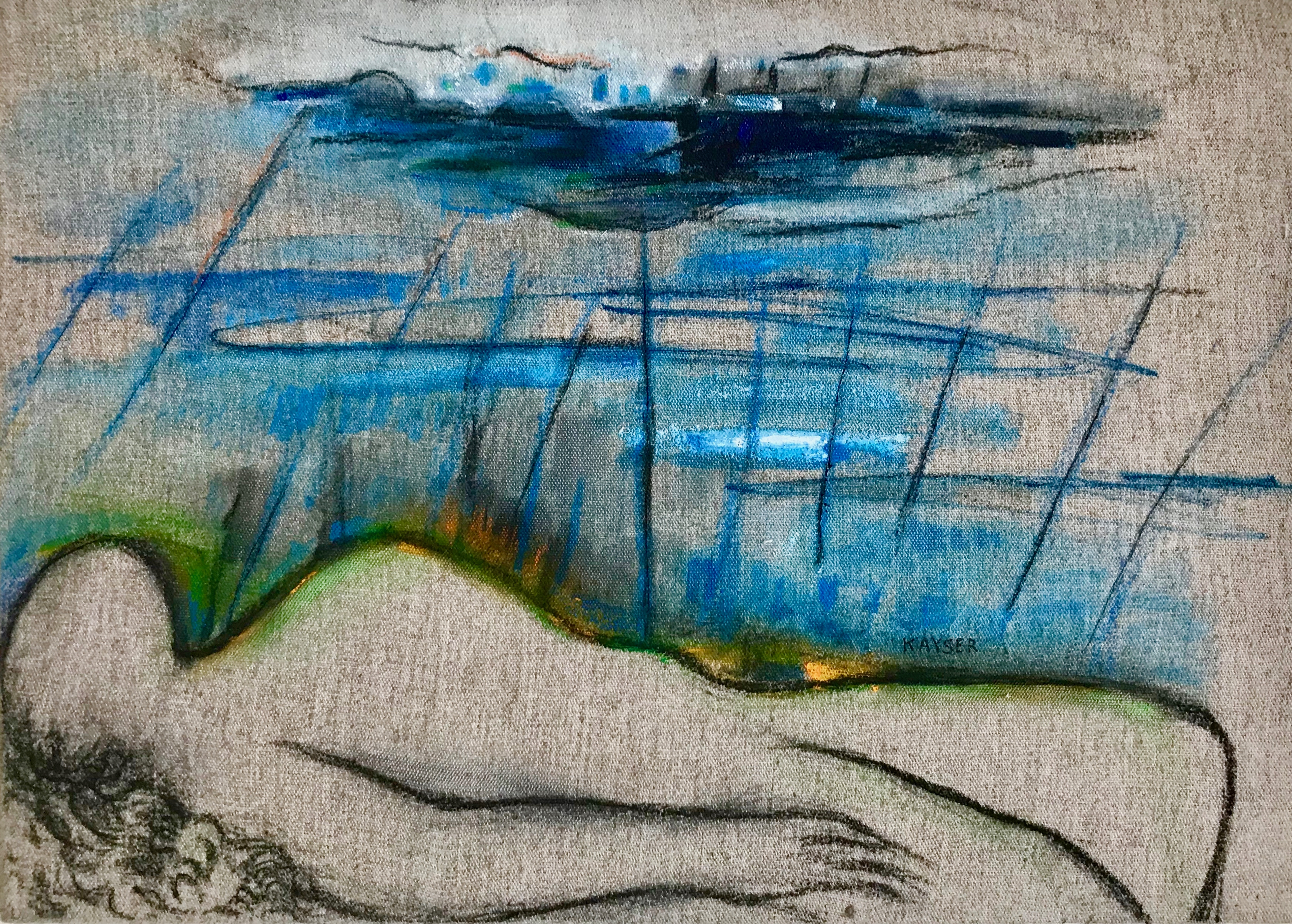